# ショーン・レイノルズ (野球)
ショーン・ウィリアム・レイノルズ（Sean William Reynolds, 1998年4月19日 - ）は、 アメリカ合衆国カリフォルニア州ロサンゼルス郡レドンドビーチ出身のプロ野球選手（投手）。右投左打。MLBのサンディエゴ・パドレス所属。

## 経歴

### プロ入りとマーリンズ傘下時代
2016年のMLBドラフト4巡目（全体113位）でマイアミ・マーリンズから指名され、プロ入り。当時のポジションは外野手だった。契約後、傘下のルーキー級ガルフ・コーストリーグ・マーリンズでプロデビュー。42試合に出場して打率.155、11打点、1盗塁を記録した。
2017年はルーキー級ガルフ・コーストリーグ・マーリンズとA-級バタビア・マックドッグスでプレーし、2チーム合計で51試合に出場して打率.198、5本塁打、29打点、3盗塁を記録した。
2018年はA-級バタビアでプレーし、76試合に出場して打率.193、17本塁打、52打点、13盗塁を記録した。
2019年はA-級バタビアとA級クリントン・ランバーキングスでプレーし、2チーム合計で96試合に出場して打率.172、13本塁打、45打点、11盗塁を記録した。
2020年はCOVID-19の影響でマイナーリーグの試合が開催されなかったため、公式戦の出場は無かった。
2021年、この年より投手に転向した。A級ジュピター・ハンマーヘッズでプレーし、19試合に登板して2勝1敗2セーブ、防御率3.09、37奪三振を記録した。
2022年はA+級ベロイト・スカイカープとAA級ペンサコーラ・ブルーワフーズでプレーし、2チーム合計で50試合に登板して2勝1敗10セーブ、防御率4.13、66奪三振を記録した。オフの11月10日にルール・ファイブ・ドラフトでの流出を防ぐために40人枠入りした。
2023年、マーリンズ傘下ではAA級ペンサコーラとAAA級ジャクソンビル・ジャンボシュリンプでプレーした。なお、7月7日にはメジャー初昇格を果たしたが、登板機会が無いまま10日にAAA級ジャクソンビルへ降格した。

### パドレス時代
2023年8月1日にライアン・ウェザースとのトレードで、ギャレット・クーパー、金銭と共にサンディエゴ・パドレスへ移籍した。移籍後は傘下のAAA級エルパソ・チワワズへ配属され、移籍前を含めた3チーム合計で7試合（先発6試合）に登板して2勝4敗、防御率5.18、34奪三振を記録した。
2024年はAAA級エルパソで開幕を迎えた。7月12日にメジャー昇格すると、14日のアトランタ・ブレーブス戦でメジャーデビュー。この年メジャーでは9試合に登板して防御率0.82、24奪三振を記録した。
2025年3月27日に15日間の故障者リスト入りして、開幕を迎えた。

## 選手としての特徴
速球は最速99.8mph（約160.6km/h）、常時95〜97mphを計測し、変化球では80mph台後半のスライダー、80mph台前半のスイーパー、 70mph台後半のカーブを用いるなど緩急をつけた投球を見せる。

## 詳細情報

### 年度別投手成績
| 年 度    | 球 団    | 登 板 | 先 発 | 完 投 | 完 封 | 無 四 球 | 勝 利 | 敗 戦 | セ 丨 ブ | ホ 丨 ル ド | 勝 率 | 打 者 | 投 球 回 | 被 安 打 | 被 本 塁 打 | 与 四 球 | 敬 遠 | 与 死 球 | 奪 三 振 | 暴 投 | ボ 丨 ク | 失 点 | 自 責 点 | 防 御 率 | W H I P |
| -------- | -------- | ----- | ----- | ----- | ----- | -------- | ----- | ----- | -------- | ----------- | ----- | ----- | -------- | -------- | ----------- | -------- | ----- | -------- | -------- | ----- | -------- | ----- | -------- | -------- | ------- |
| 2024     | SD       | 9     | 0     | 0     | 0     | 0        | 0     | 0     | 0        | 0           | ----  | 49    | 11.0     | 10       | 0           | 14       | 0     | 1        | 21       | 0     | 0        | 1     | 1        | 0.82     | 1.36    |
| MLB：1年 | MLB：1年 | 9     | 0     | 0     | 0     | 0        | 0     | 0     | 0        | 0           | ----  | 49    | 11.0     | 10       | 0           | 14       | 0     | 1        | 21       | 0     | 0        | 1     | 1        | 0.82     | 1.36    |

- 2024年度シーズン終了時

### 年度別守備成績
| 年 度 | 球 団 | 投手（P） | 投手（P） | 投手（P） | 投手（P） | 投手（P） | 投手（P） |
| 年 度 | 球 団 | 試 合     | 刺 殺     | 補 殺     | 失 策     | 併 殺     | 守 備 率  |
| ----- | ----- | --------- | --------- | --------- | --------- | --------- | --------- |
| 2024  | SD    | 9         | 0         |           | 0         | 0         | ----      |
| MLB   | MLB   | 9         | 0         | 0         | 0         | 0         | ----      |

- 2024年度シーズン終了時

### 背番号
- 54（2024年 - 同年7月29日）
- 25（2024年8月11日 - ）